# NGC 5306
NGC 5306 (również PGC 49039 lub HCG 67A) – galaktyka soczewkowata (S0), znajdująca się w gwiazdozbiorze Panny. Odkrył ją William Herschel 5 marca 1785 roku. Jest najjaśniejszym członkiem zwartej grupy galaktyk Hickson 67 (HCG 67), liczącej cztery galaktyki.